# Torre de Embergoñes (Orihuela)
La torre de Embergoñes es una torre de la muralla, de origen almohade situada en la ciudad de Orihuela (España). Se trata de una construcción realizada en la ribera del Río Segura, que fue desplazado en la década de 1990, eliminando el meandro por el que pasaba tradicionalmente y que vigilaba esta torre. En la actualidad es la calle Obispo Victorio.
La desaparecida muralla conectaba esta torre con la Puerta de Murcia (hoy desaparecida) y a través de la muralla con la puerta de la traición o entrada principal de la ciudad.  

## Historia y Cronología
La cronología de la torre, se fija en el siglo XII-XIII, siendo de época almohade, aunque no se descarta que su antigüedad fuera mayor, habida cuenta la existencia de una muralla visigoda que protegía el castillo de Teodomiro.
El rey Pedro IV el Ceremonioso, mandó, tras la Guerra de los dos Pedros que tuvo a la ciudad en sitio durante doce años, reformar las murallas de la ciudad, por lo que esta reforma afectaría a las torres para reconstruir las partes afectadas por la contienda. Del mismo modo, el rey Felipe II ordenó la restauración de todas las murallas de la ciudad a costa de la Hacienda Real.
El rey Felipe V ordenó la destrucción de la muralla para dejar indefensa a la ciudad, por haber apoyado la causa del  Archiduque Carlos, hecho que fue llevado a cabo por el virrey de Valencia y Murcia, el cardenal Belluga

## Construcción
Se trata del punto situado más al oeste de la  muralla de la ciudad de Orihuela. Se trataba de la torre vigía encargada de vigilar la zona norte de la Huerta de Orihuela así como el cauce del Río Segura con el fin de evitar ataques castellanos venidos desde Murcia o ataques de los musulmanes de Granada y avistar intrusos que pudiesen llegar por esa zona.
La torre es una interesante construcción de planta hexagonal. Es una obra de tapial de mortero de cal y arena que incluye gravas y piedras calizas de distinto tamaño. Aparece citada en las fuentes escritas como Torre del Cantón o de Don Ramón. 
En la actualidad, la torre posee la declaración de Bien de interés cultural desde el año 1949.